# Joseph Beresford
Joseph Beresford (Chesterfield, 26 febbraio 1906 – Birmingham, 26 febbraio 1978) è stato un calciatore inglese, di ruolo attaccante.

## Carriera
Ha collezionato più di 200 presenze con la maglia dell'Aston Villa.